# Phlogophora conservuloides
Phlogophora conservuloides là một loài bướm đêm trong họ Noctuidae.

## Hình ảnh

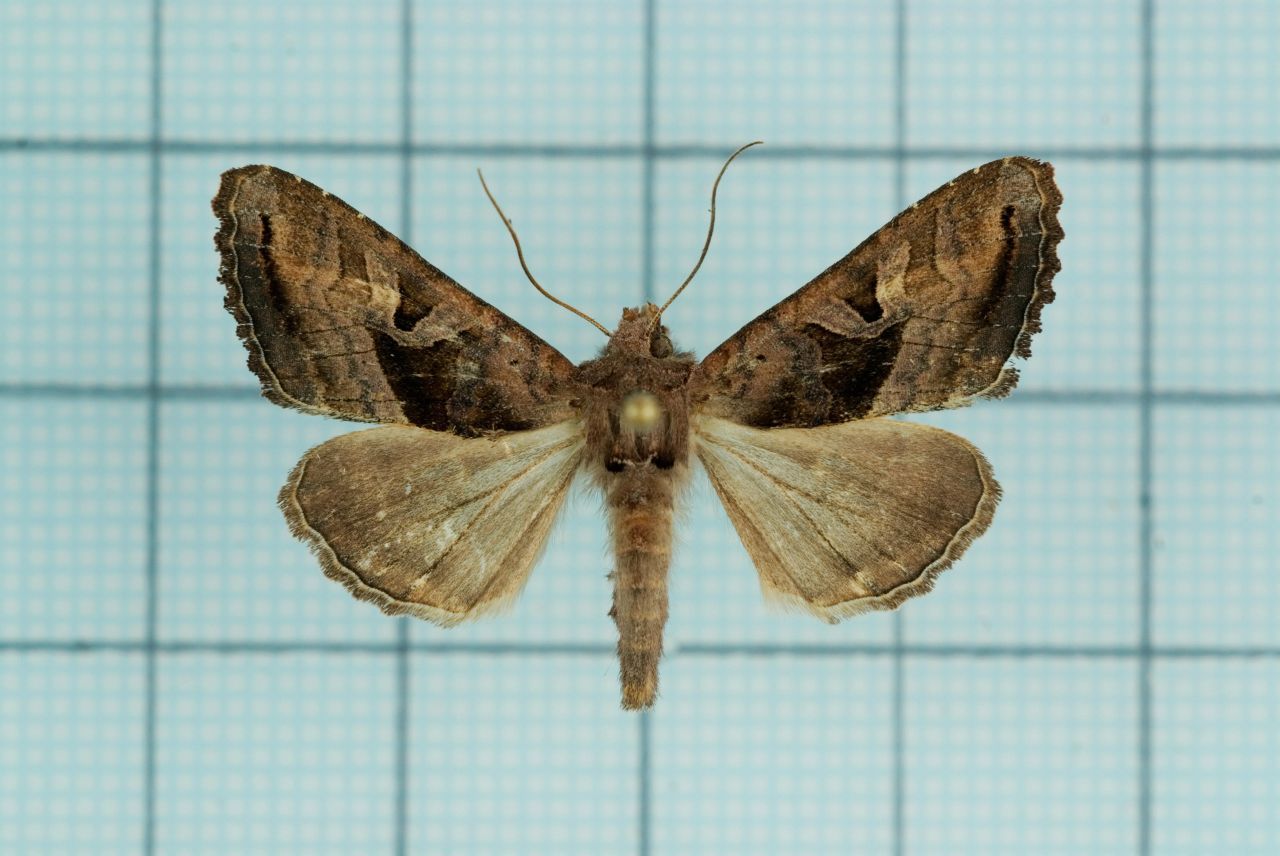
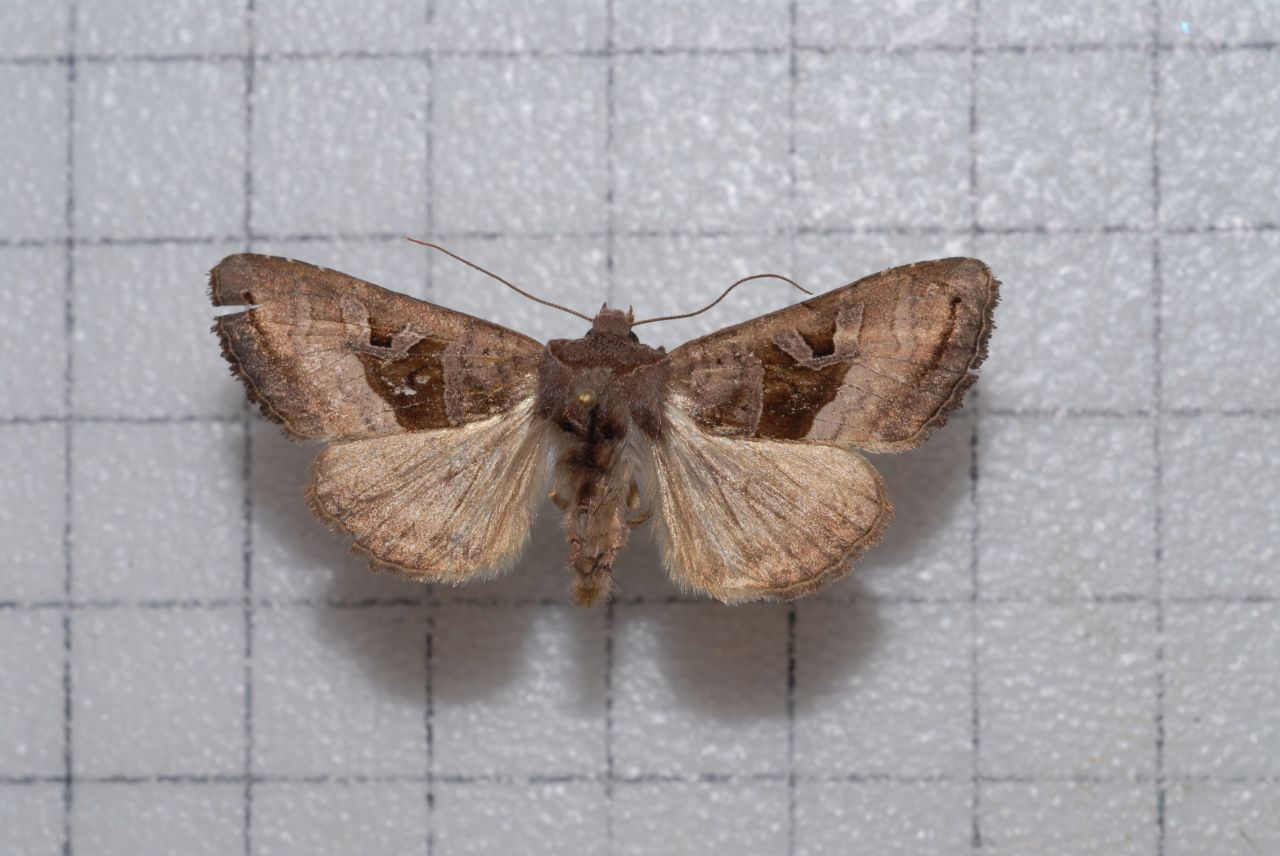
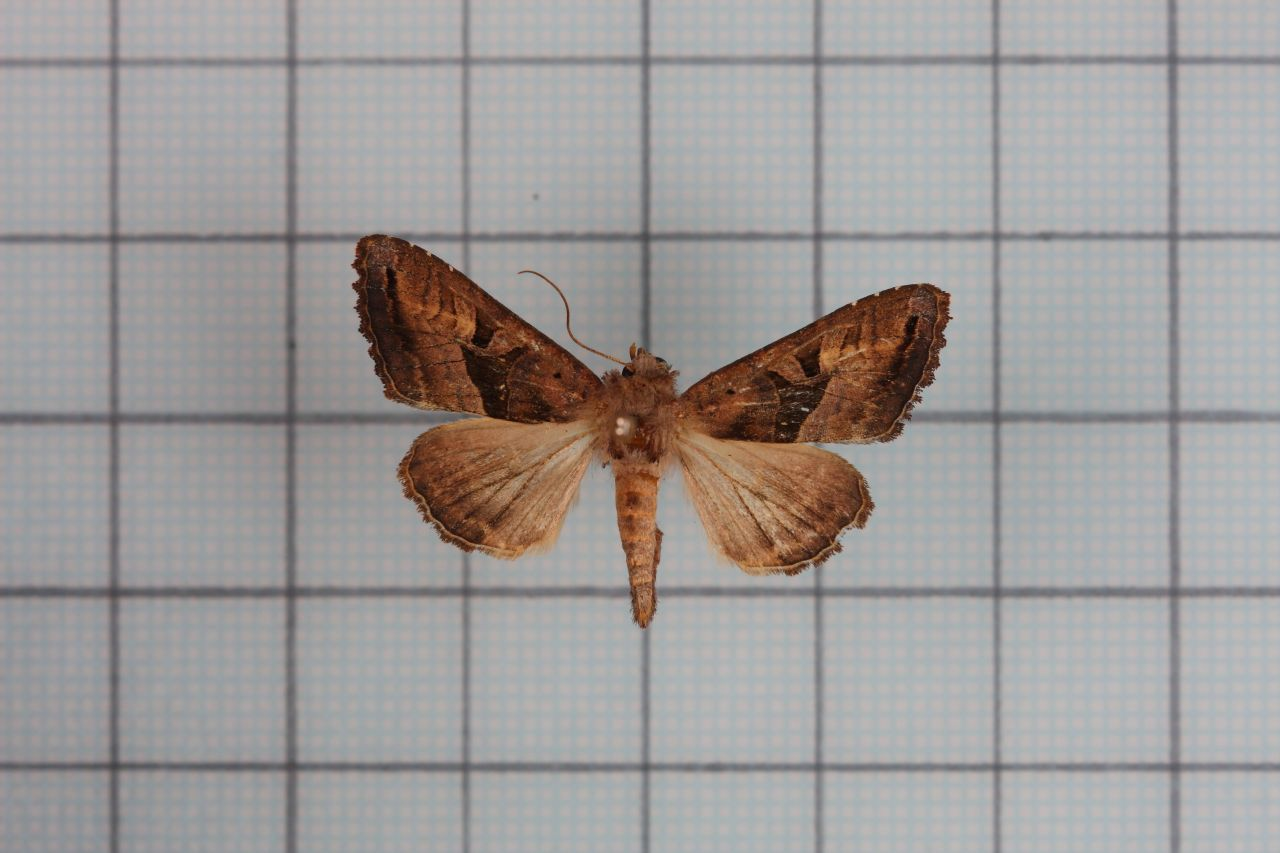
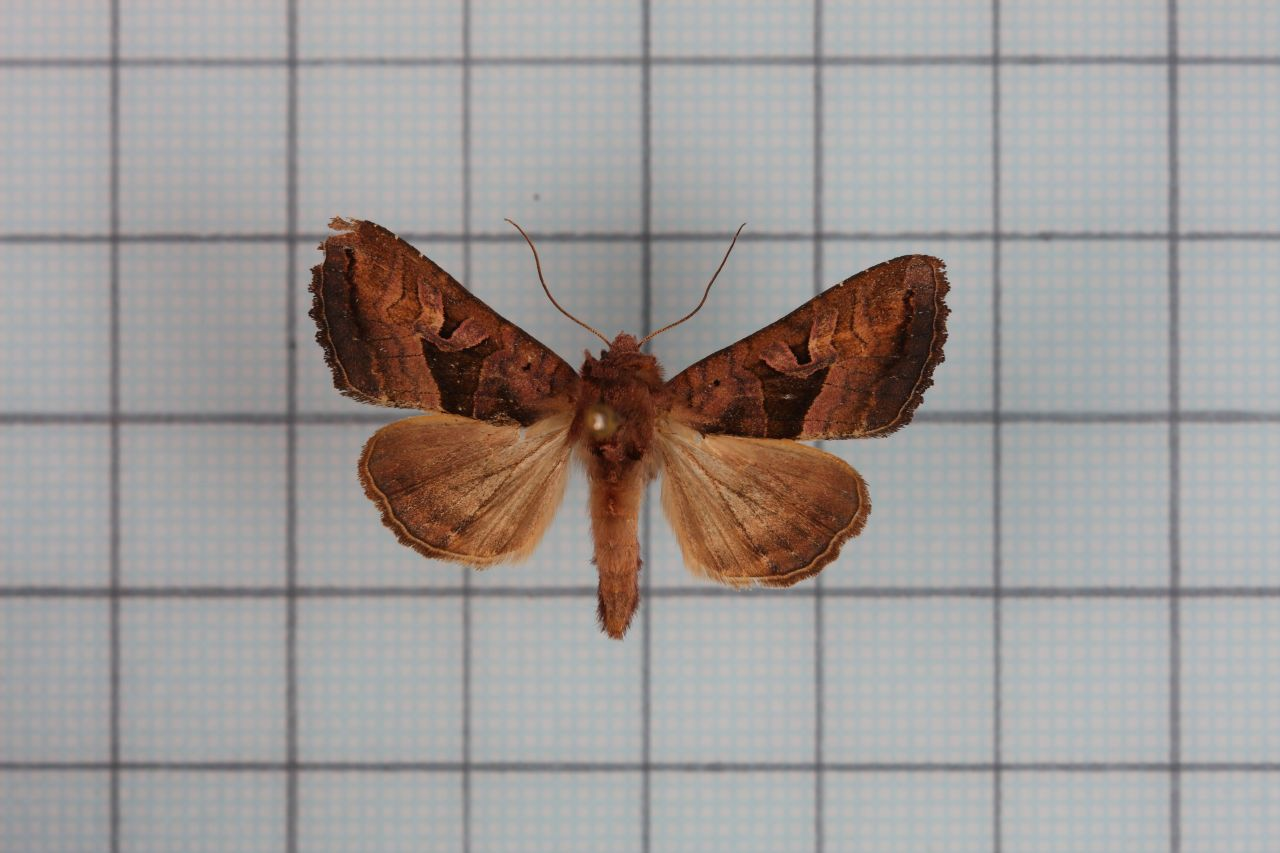